# Jasná
Jasná Chopok – największy ośrodek narciarski na Słowacji położony w kraju żylińskim i bańskobystrzyckim około 16 km na południe od Liptowskiego Mikułasza. Leży w Dolinie Demianowskiej, u podnóży Chopoka (2024 m) w Niżnych Tatrach. Cały ośrodek narciarski i jego okolice wraz z Demianowską Jaskinią Wolności i Demianowską Jaskinią Lodową należy do Parku Narodowego Niżne Tatry (NAPANT).
Ośrodek oferuje 5 tras trudnych, 14 średnio trudnych i 14 łatwych. Trasy te obsługiwane są przez 19 kolei linowych i wyciągów narciarskich. Ponadto znajdują się tu trasy narciarstwa biegowego, snowpark, przedszkola narciarskie z wyciągami taśmowymi, restauracje i bary na stokach oraz spa. W skład ośrodka wchodzą 2 części: Jasná – Chopok północ (Chopok sever) z terenami: Otupné (1142 m), Záhradky (1025 m), i Luková (1670 m) oraz ośrodek Chopok południe (Chopok juh) z terenami: Kosodrevina (1489 m) i Srdiečko (1216 m). Sprawną komunikację między północą a południem zapewnia nowoczesna kolej Funitel z 24-osobowymi wagonikami oraz kolej gondolowa z 15-osobowymi wagonikami, uruchomione w 2013 roku.
Jest to największy ośrodek narciarski na Słowacji. Trasy narciarskie, o łącznej długości ponad 45 km, są obsługiwane przez koleje i wyciągi o łącznej przepustowości ponad 32 000 os./h.

## Historia ośrodka
W Dolinie Demianowskiej narciarstwo uprawiane jest od XIX wieku. W 1949 roku otwarto pierwszy fragment kolei krzesełkowej na Chopok, był to odcinek Koleisko – Luková. W latach 50. szczyt Chopoku został „spięty” od północy i południa kolejami krzesełkowymi. Koleje wybudowano w oparciu o projekt firmy Von Roll (dziś należącej do koncernu Doppelmayr/Garaventa-Gruppe). Pasażerowie siedzieli wówczas na dwuosobowych zadaszonych krzesełkach bokiem do kierunku jazdy. Dzięki wybudowaniu kolei, nastąpił znaczny rozwój narciarstwa. Koleje krzesełkowe funkcjonowały do końca lat 90., kiedy z powodu nieodpowiednich parametrów musiały zostać zamknięte. Dolne odcinki kolei Von Roll zostały wówczas zastąpione nowymi kolejami krzesełkowymi (Koleisko – Luková i Srdiečko – Kosodrevina). Natomiast na sam szczyt można było wjechać wyłącznie wyciągami talerzykowymi. Przełom nastąpił, gdy władzę nad ośrodkiem przejęła spółka Tatry Mountain Resorts. Nowy właściciel wybudował nowe koleje gondolowe i krzesełkowe, wytyczył nowe trasy i zmodernizował system naśnieżania.

## Galeria

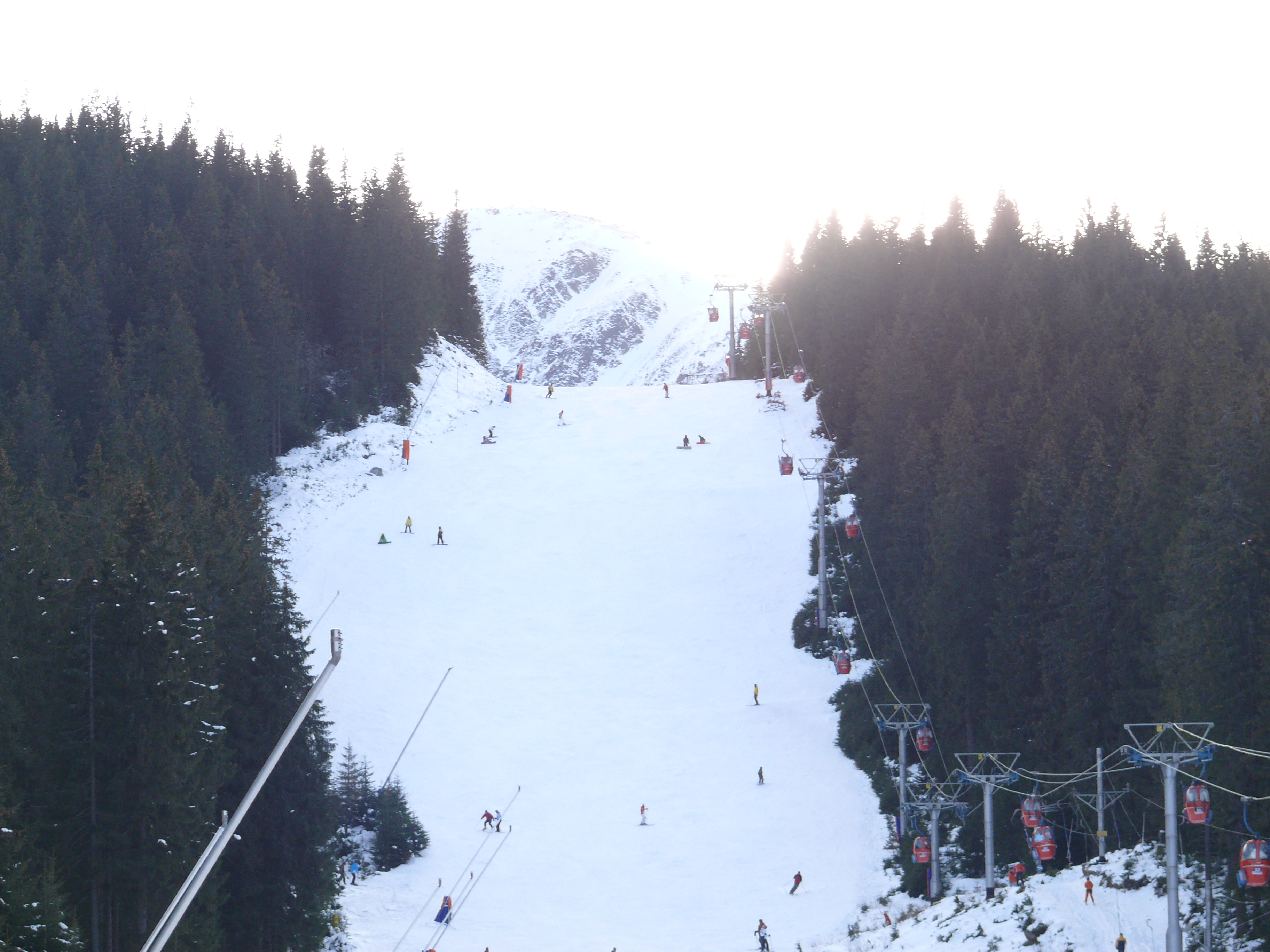
Jedna z tras
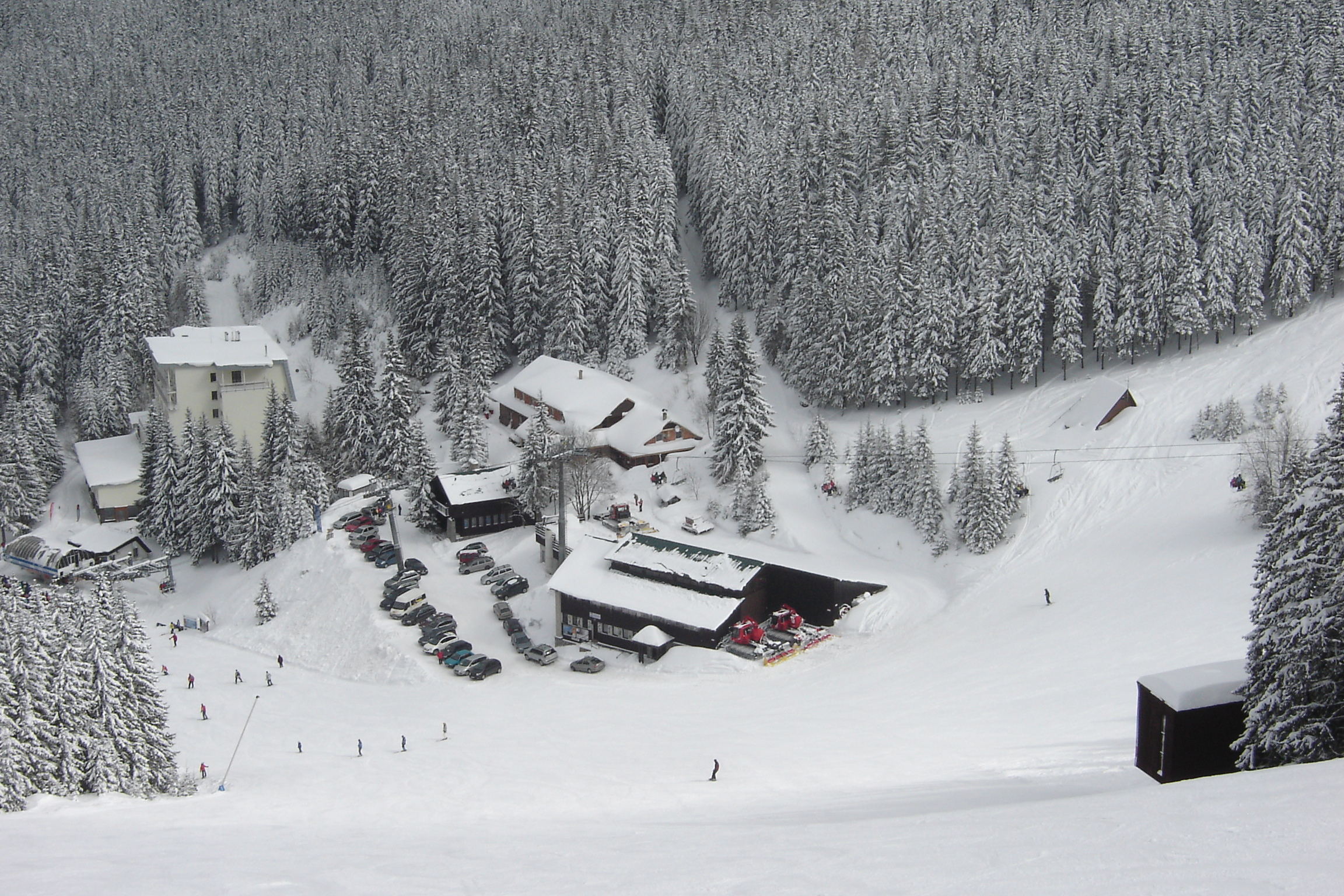
Kolej krzesełkowa Koliesko–Luková
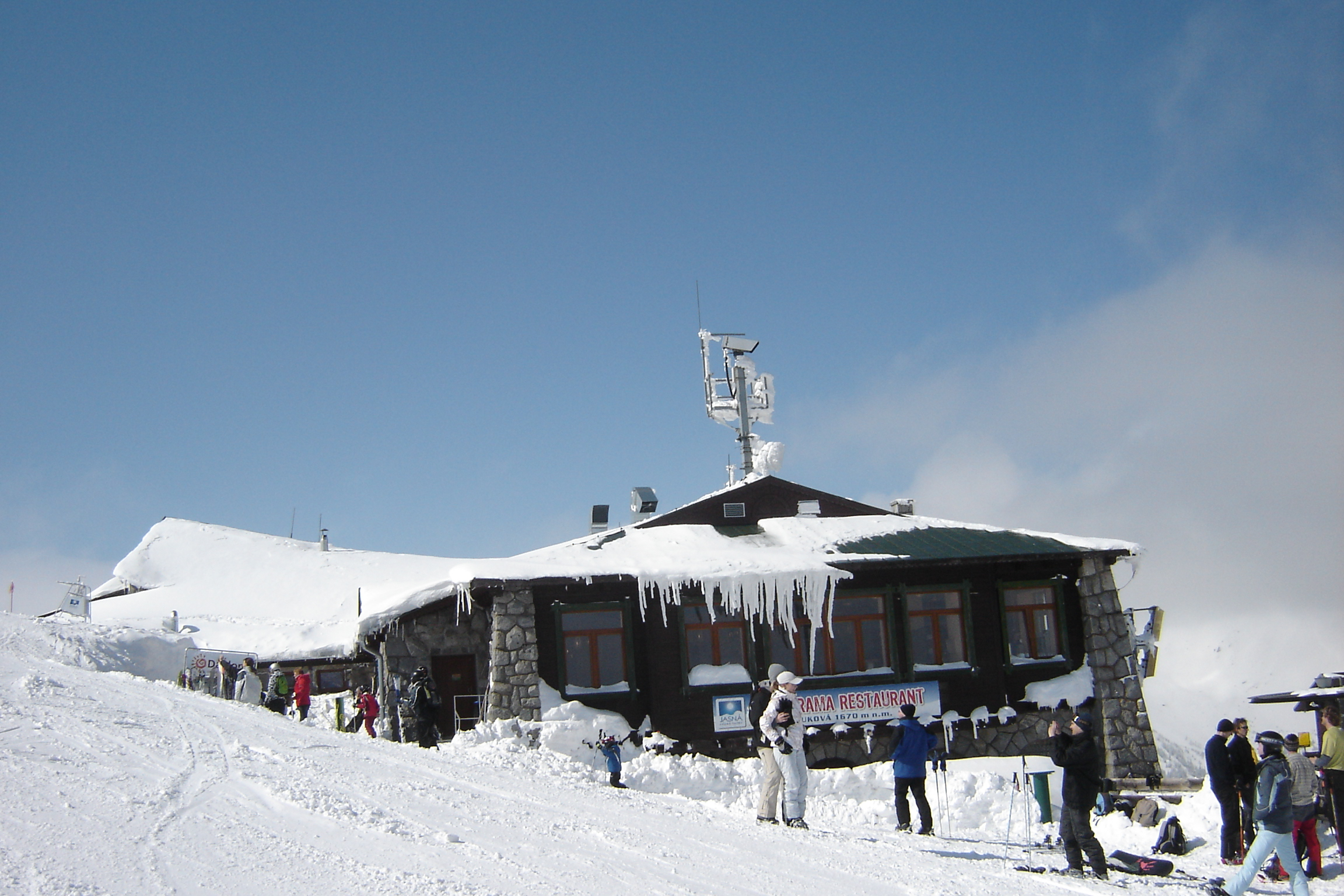
Kamienna chata nad chopokiem (2022 m n.p.m.)
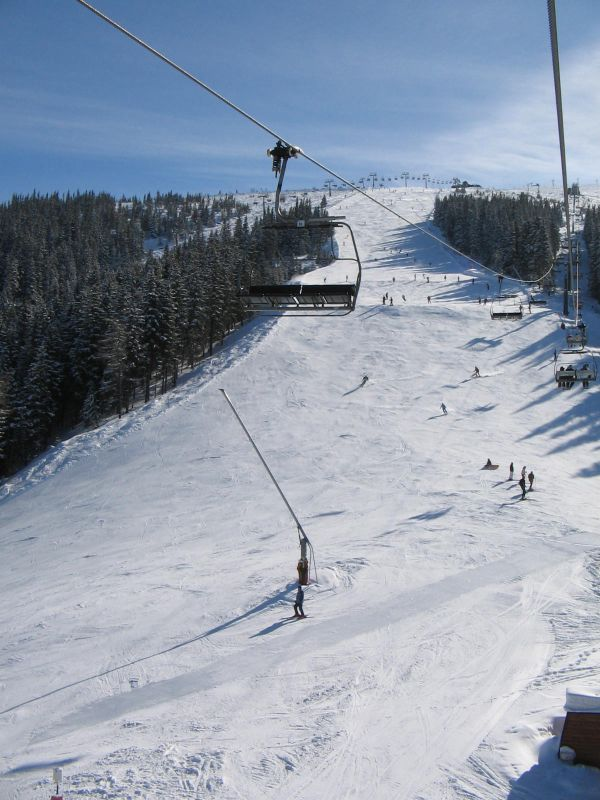
Otupné–Luková
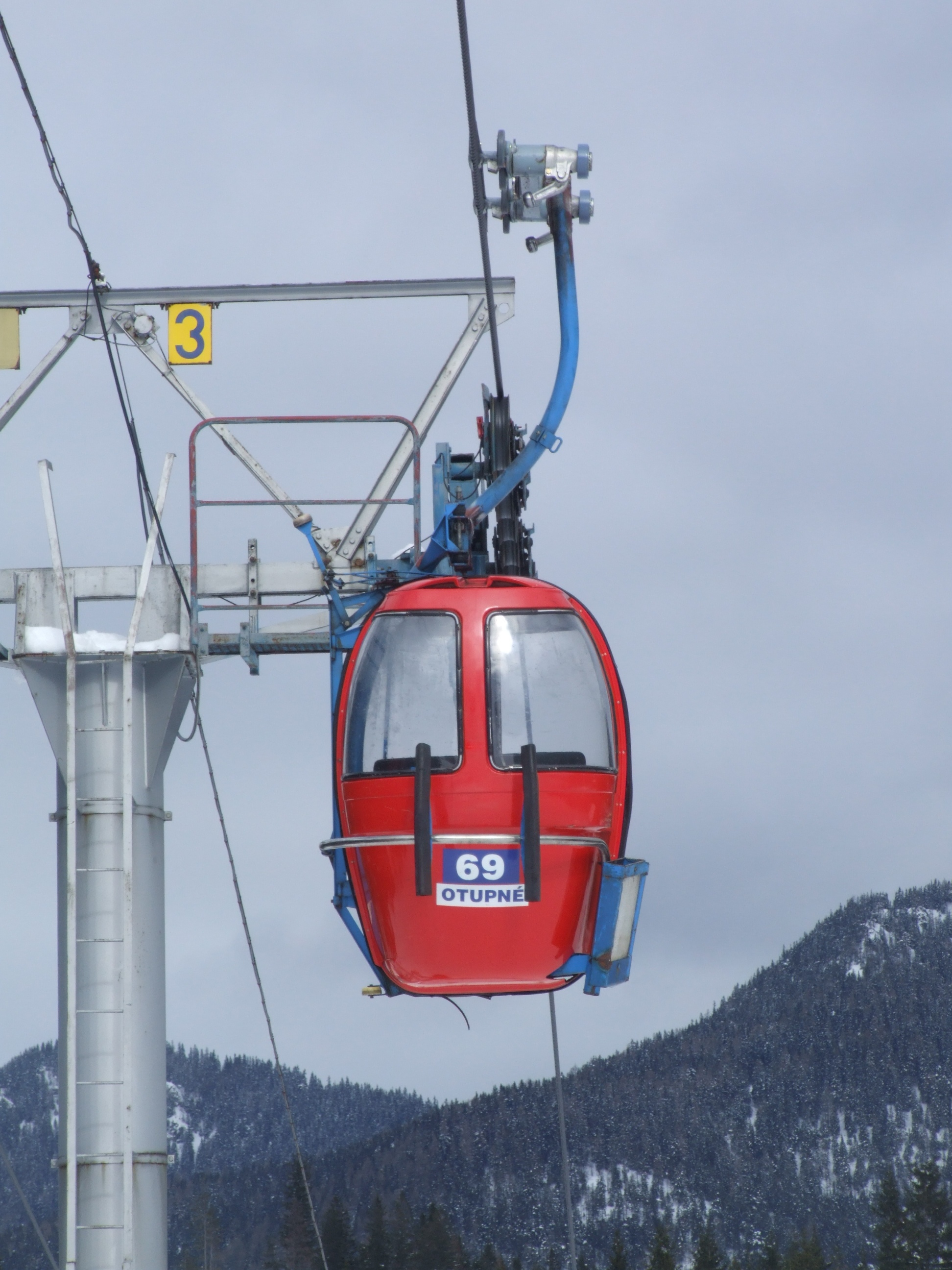
Kabina starej kolei gondolowej, rozebranej w 2009 roku
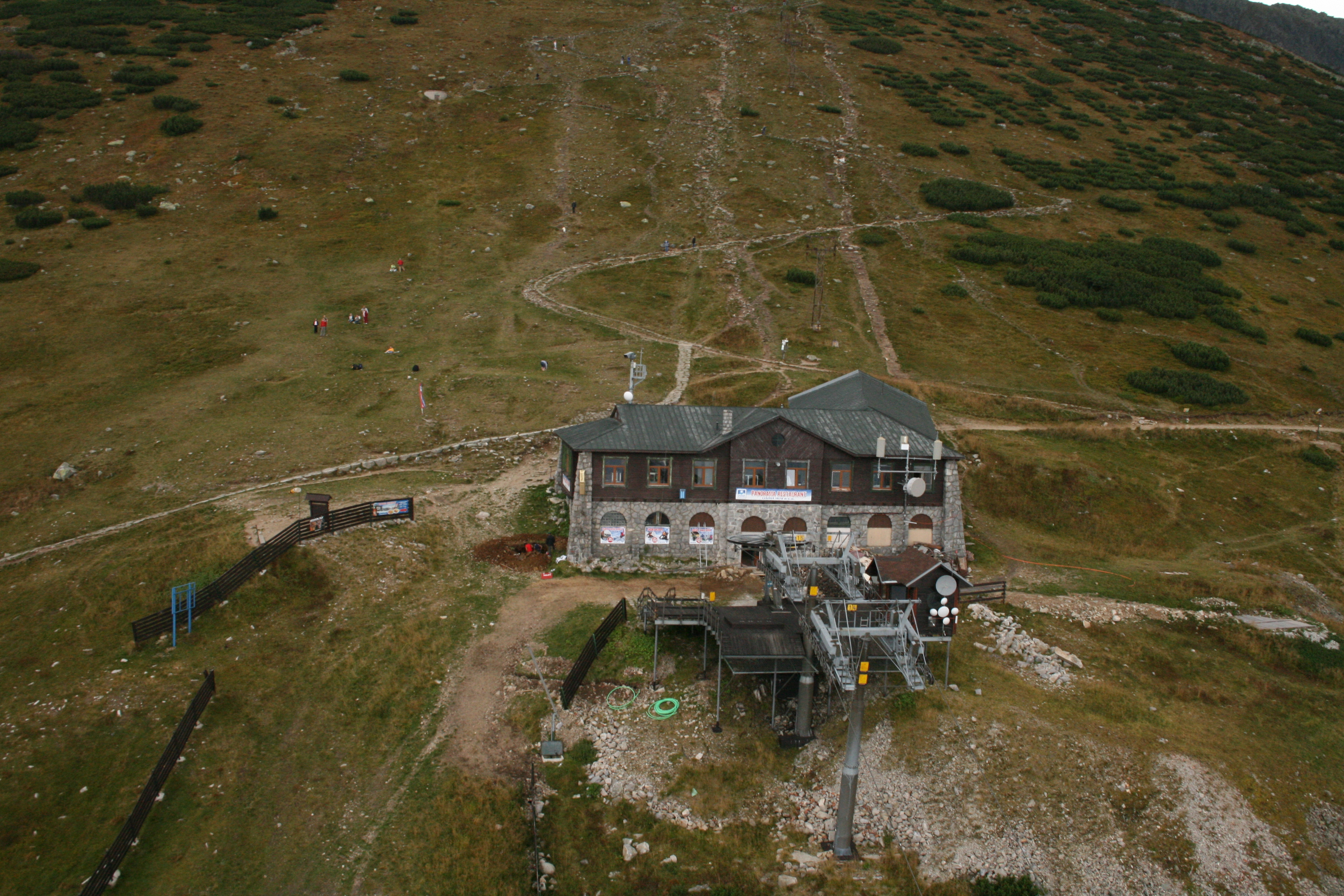
Stacja Luková latem
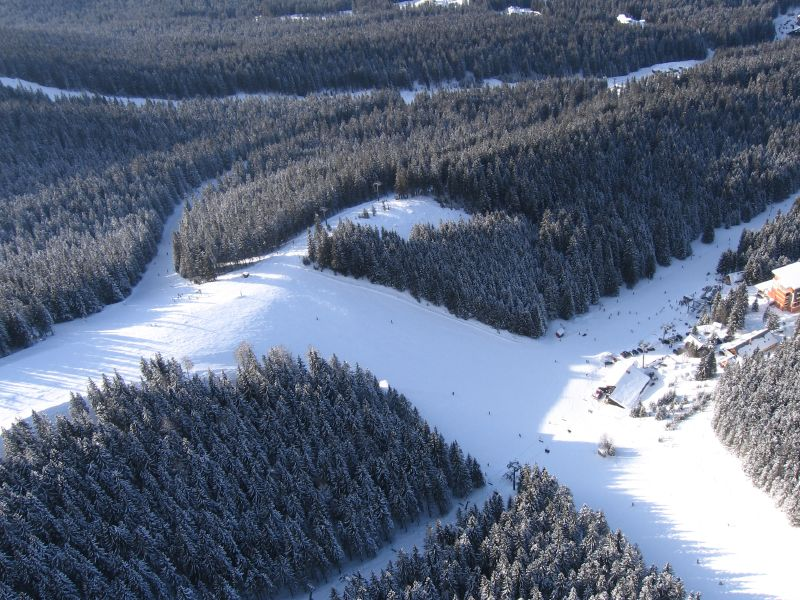
Jasná-Koliesko
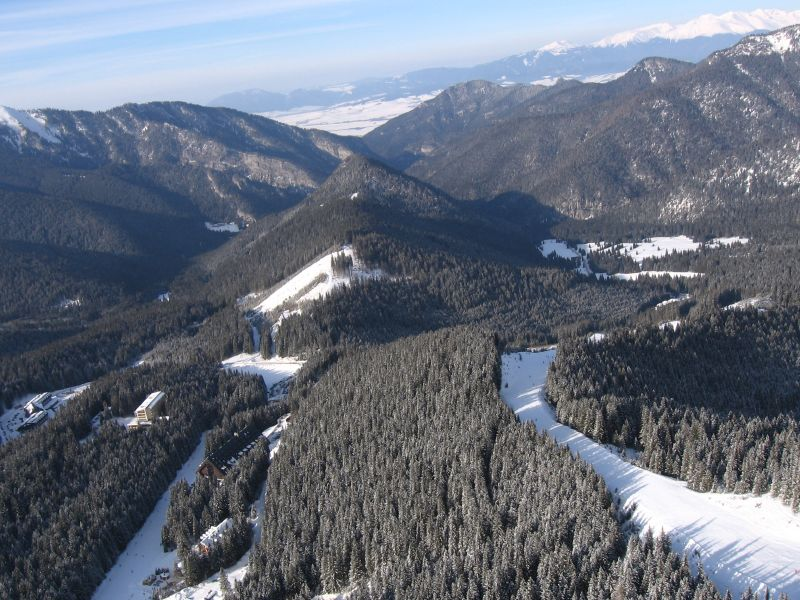
Trasy Koliesko–Biela púť (po lewej) i Luková–Záhradky (po prawej)
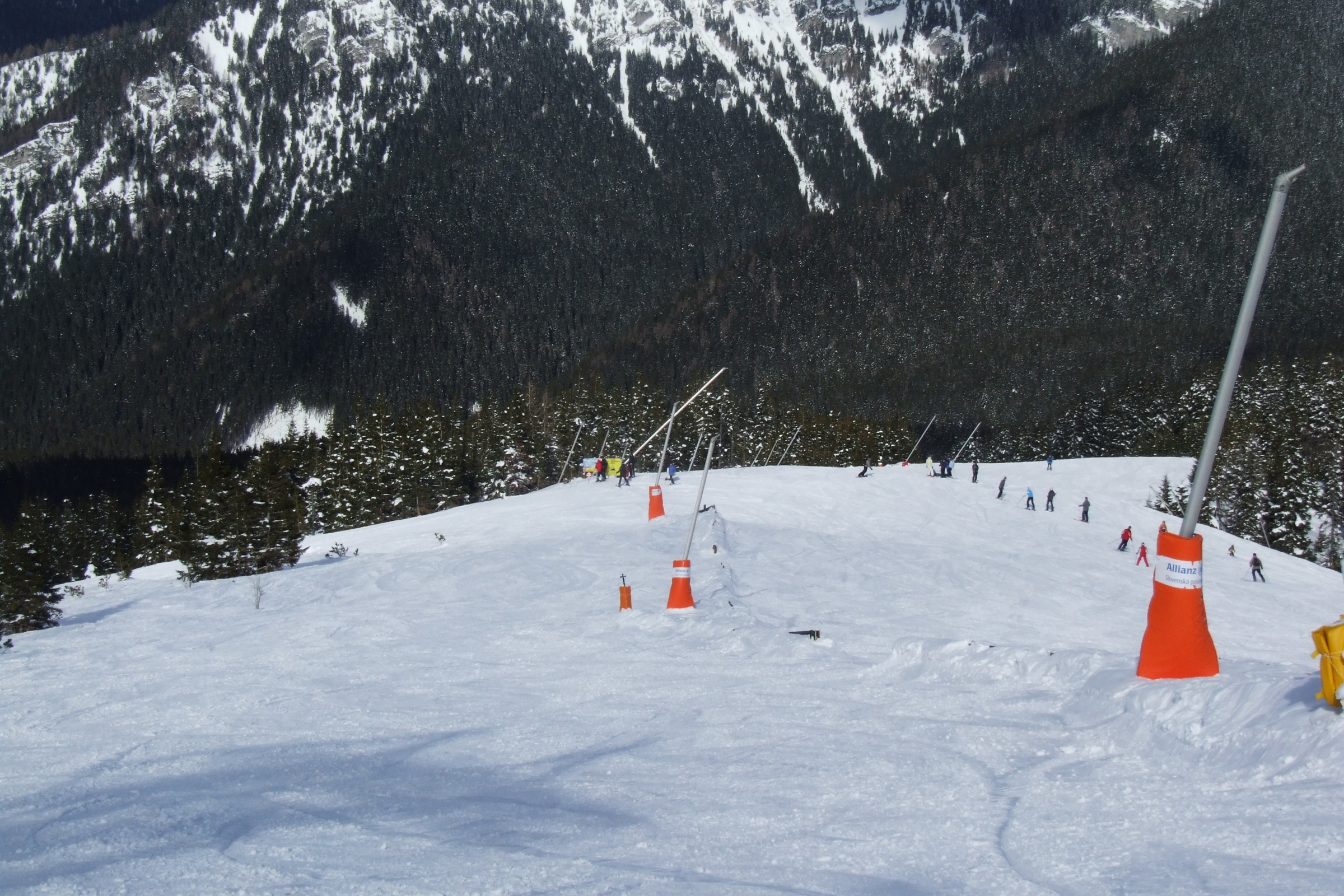
Jedna z czerwonych tras